# 韦尔特罗德
韦尔特罗德是德国莱茵兰-普法尔茨州的一个市镇。总面积9.95平方公里，总人口475人，其中男性259人，女性216人（2011年12月31日），人口密度48人/平方公里。